# Tsagaanchuluut
Le sum de Tsagaanchuluut (mongol : ᠴᠠᠭᠠᠨᠴᠢᠯᠠᠭᠤᠳᠤ
ᠰᠤᠮᠤ, cyrillique : Цагаанчулуут сум, MNS : Tsagaanchuluut sum) est situé dans l'aïmag (ligue) de Zavkhan, en Mongolie. Sa population était de 1 496 habitants en 2005.